# Los empeños de un engaño
Los empeños de un engaño es una comedia original de Juan Ruiz de Alarcón, publicada por primera vez en la Parte segunda de las comedias de el licenciado Juan Ruiz de Alarcón y Mendoza, Relator del Consejo de Indias. (Barcelona: Sebastián de Cormellas, 1634).

## Análisis
Compuesta entre 1623 y 1625, abundan las referencias madrileñas, lo que permite destacar el aspecto costumbrista que mantiene numerosos puntos de contacto con la novela cortesana de los siglos XVI y XVII: galanteos, desafíos, enredos, encuentros imprevistos y varias evocaciones a lugares de la Villa y Corte.
A diferencia de la vasta mayoría de los galanes alarconianos, en Los empeños de un engaño se muestra cómo puede mentirse por amor, en un mundo donde los embustes representan la máscara de un discurso de poder. Destaca también la presencia de Teodora, uno de los personajes femeninos más destacados del universo de Alarcón.
En Los empeños de un engaño, Alarcón profundiza en la pintura de caracteres para cimentar su crítica social. En este caso, lo que podría haber sido un drama de honor con el que podría censurar las conductas sociales, se frustra por la actitud de algunos personajes. Alarcón, como lección, debe ensayar más la comedia antes de aventurarse con la tragedia y el drama. Así, al final de sus obras, todos los villanos sufrirán, metafóricamente, un doloroso castigo por sus pecados.